# Albion House
Koordinaten: 53° 24′ 16,5″ N, 2° 59′ 32,4″ W

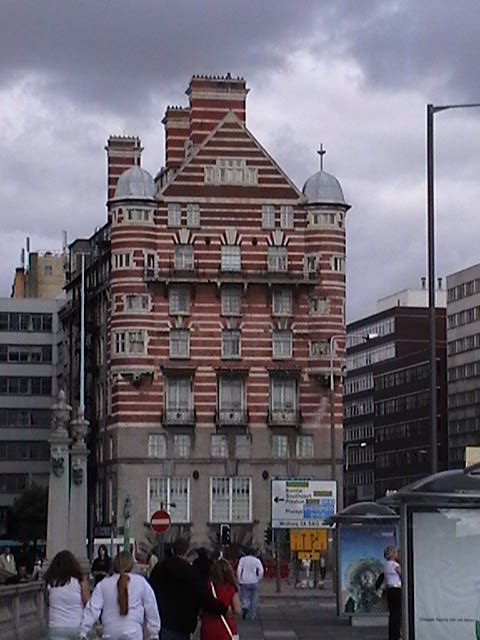
Albion House

Das Albion House ist ein Gebäude in der James Street in Liverpool. Es wurde zwischen 1896 und 1898 für die Ismay, Imrie and Company erbaut, einer Tochterfirma der White Star Line. Entworfen haben das Gebäude die beiden Architekten Richard Norman Shaw und James Francis Doyle. Die Fassade besteht aus weißem Portland-Stein und roten Ziegeln. Als 1912 die Nachricht über den Untergang der Titanic die Dienststelle erreichte, hatten die Mitarbeiter Angst, das Gebäude zu verlassen und lasen die Namen der Toten vom Balkon vor. Während des Zweiten Weltkrieges wurde der Giebel beschädigt und in den späten 1940ern neu aufgebaut.
Der Name Albion ist ein alter Begriff für England. Von der örtlichen Bevölkerung wird es wegen seines Aussehens scherzhaft streaky bacon building genannt, da es aussieht wie durchwachsener Speck.